# Université du Nugaal
L'université du Nugaal (en anglais : Nugaal University ou NU) est une université publique somalienne fondée en 2004 à Las Anod et située dans la région du Nugaal, au Nord du pays.